# ゴム容器アイス

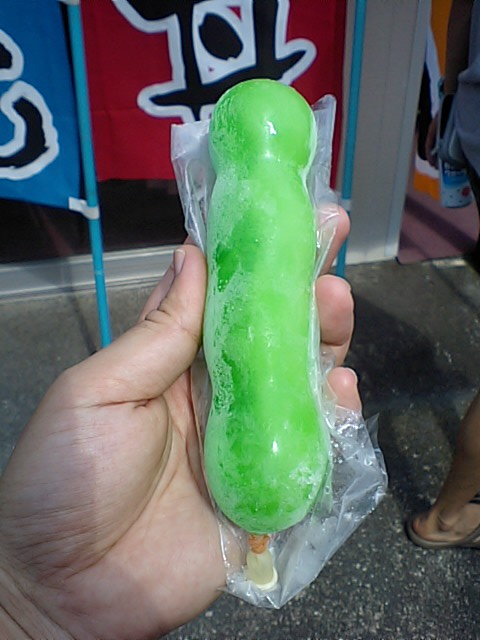
バクダンキャンディー。先端をはさみで切り落として食べる。

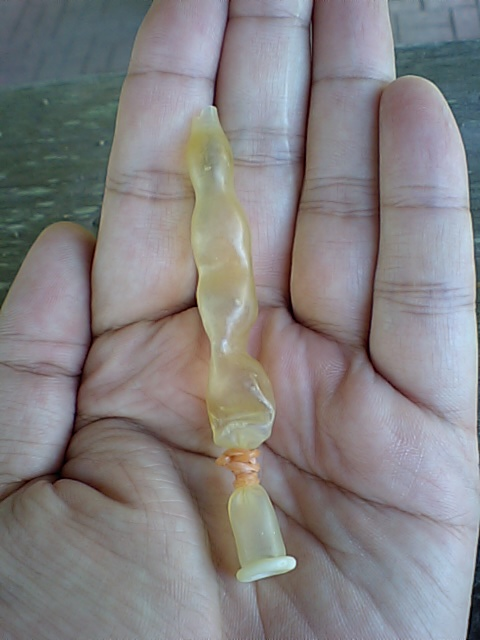
バクダンキャンディーの中身を食べた後のゴム容器。厚さ0.5ミリ程度である。

ゴム容器アイス（ゴムようきアイス）は、食品用ゴム容器に充填したアイスクリーム・氷菓子製品。

## 概要
昭和時代に誕生したアイス菓子。ゴム容器は、大手ゴムメーカー（不二ラテックスなど）が手掛ける製品であり、食品衛生法の基準に適した製品が使用される。発売当初の製品は、独特のゴム臭・味であったが、ゴム製品の発達により無味無臭のものに近づいている。また、水風船で使用する製品のものよりは薄く、コンドームよりは厚い素材の生地である。
同じ形態のアイス製品であるが、様々なメーカーで製造され、地域独自に呼び名が異なる製品でもある。主に「ボンボン」「たまごアイス」「風船アイス」「爆弾アイス」「おっぱいアイス」など昭和時代は、駄菓子屋の冷凍ショーケース（販売当初は、製品むき出しでの状態。現在は、パッケージ入り）で販売されるケースが多く、低価格なことにより、子供達の人気アイス製品でもあった。現在は、当時の味・製法を再現した、リニューアル製品としてコンビニ・スーパー・洋菓子専門店などでも見掛けるが、当時の味・製法を続ける企業も存在する。

## 形態
口金（留め具）
- なし - そのまま結んだもの。
- 金属製・プラスチック製
- 輪ゴム - その形態より「ヨーヨーアイス」とも呼称される。

形状
アイスクリーム
- 卵型・球型

氷菓子
- 波を打った棒状で長いもの。

フレーバー
- アイスクリーム
  - レギュラー（ミルク・ミルクセーキ）
  - バニラ
  - チョコレート
- 氷菓子
  - ストロベリー
  - メロン
  - オレンジ

など

## 地域色

### アイスクリーム
日本の製品
- 三重県 - 井村屋製菓「たまごアイス」
- 大阪府 - 林一二（姫路センタン）「たまごアイス」
- 東京都 - マーブルグ 「駄菓子屋さんのあいす たまご」
- 兵庫県 - 田口乳業「アイスたまご」・「コロンブスのアイスたまご」
- 兵庫県 - ヤマシタアイスクリーム「ボンボン」
- 愛知県 - 江南乳業「あいすボンボン」
- 福岡県 - 丸永製菓「恐竜の玉子」
- 静岡県 - 飯塚製菓「アイスボンボン」
- 山梨県 - シャトレーゼ「ボンボン」
- 高知県 - 久保田食品「おっぱいアイス」・「おっぱいアイスミルク」

日本国外の製品
- 韓国 - ロッテ（ロッテサンガン）「コブギアル」 - 韓国語で「亀の卵」という意味。

### 氷菓子
- 岡山県 - 満奇洞観光ドライブイン「バクダンキャンディー」
- 長野県 - ビックポンテ「軽井沢ボンボン」
- 沖縄県宮古島 - 丸裕「アイスボンボン」